# Scenkostym
Scenkostym eller bara kostym är de kläder och accessoarer som en skådespelare bär för att gestalta en rollfigur.
Kostymen brukar vara kortfattat beskriven i manus. Den detaljerade utformningen står en kostymdesigner för.
En kostymfilm är en spelfilm med kostymer från en främmande miljö, till exempel historia, science fiction eller fantasy.